# Кременчуцький коледж національного університету імені Михайла Остроградського
Кременчуцький коледж національного університету імені Михайла Остроградського — вищий навчальний заклад 1 рівня акредитації.

## Загальна характеристика навчального закладу
Коледж відокремлений структурний підрозділ Кременчуцького національного університету імені Михайла Остроградського підпорядкований Міністерству освіти і науки України, має штатний розпис, кошторис доходів і видатків на кожній рік, рахунки в установах банку, печатку зі своїм найменуванням, штампи.
В коледжі навчається 1541 студентів, з них 1369 осіб денної форми навчання.

Кадрове забезпечення підготовки фахівців за всіма спеціальностями становить 102 педагогічних працівника, всі вони мають відповідну вищу освіту.

Навчальні приміщення коледжу розташовані у двох корпусах загальною площею 17943,7 м². Загальна навчальна площа 12707 м², що становить 9,1 м² на одного студента.
Коледж має двоповерхову їдальню, буфет, бібліотеку і книгосховище. На території комплексу розташована п'ятиповерхова будівля гуртожитку на 220 місць. У гуртожитку діє медичний пункт. Навчальні кабінети, лабораторії, виробничі дільниці паспортизовані оснащені технічними засобами навчання, забезпечені методичною літературою та посібниками
У коледжі функціонують п'ять відділень і здійснюється підготовка фахівців з неповною та базовою вищою освітою за освітньо-професійними програмами молодшого спеціаліста та бакалавра за такими напрямами і спеціальностями:
- Фінанси і кредит.
- Виробництво автомобілів і тракторів.
- Економіка підприємства.
- Ливарне виробництво чорних і кольорових металів.
- Обробка матеріалів на верстатах і автоматичних лініях.
- Обслуговування комп'ютерних та інтелектуальних систем та мереж.
- Обслуговування та ремонт автомобілів і двигунів.
- Обслуговування та ремонт електропобутової техніки.
- Правознавство.
- Обслуговування та ремонт обладнання підприємств хімічної і нафтогазопереробної промисловості.
- Зварювання (кваліфікація бакалавр)

## Історія коледжу
Кременчуцький коледж національного університету імені Михайла Остроградського був створений на базі Крюківського машинобудівного та Кременчуцького вечірнього автомеханічного технікумів як структурний підрозділ університету.
Історія Крюківського машинобудівного технікуму починається з 20-х років 20 століття. Офіційні документи про створення і довоєнну історію технікуму знищені, як і весь архів м. Кременчука, під час німецької окупації в період Німецько-радянської війни. Збереглась фотографія першого випуску, датована 1930 роком, а так як період навчання — 4 роки, то роком заснування може вважається 1926 рік. До Німецько-радянської війни навчальний заклад мав назву Кременчуцький електромеханічний технікум і готував техніків-технологів з обробки металів різанням, зварювального та ливарного виробництва.
1944 року, після звільнення міста від німецьких загарбників, технікум відновив свою роботу і до навчання приступили 267 учнів. З 1945 року технікум став називатись Крюківський машинобудівний.
Його очолювали директора:
- Озеран Микола Іванович (1944—1945)
- Пахомов Микола Трохимович (1945—1946)
- Тарлов Ізраіль Львович (1946—1947)
- Загвоздкін Віктор Іванович (1947—1949)
- Федотов Іван Олександрович (1949—1974)
- Юревич Євгеній Федорович (1974—1996)
- Правда Володимир Миколайович (1996—1997)

До 1959 р. КМТ був навчальним закладом у місті, який готував фахівців для всіх машинобудівних підприємств міста, Крюківський вагонобудівний завод був базовим підприємством, і надавав посильну допомогу у створенні та розвитку матеріальної бази технікуму.
Кременчуцький вечірній автомеханічний технікум був створений у 1959 році на базі Кременчуцького автомобільного заводу і здійснював підготовку фахівців зі спеціальностей: «Автомобілебудування», «Обробка металів різанням», «Електрообладнання виробничих процесів», «Штампове виробництво», «Інструментальне виробництво».
Автомеханічний технікум очолювали:
- Орлов Яков Іванович (1959—1965)
- Македонська Ніна Миколаївна (1965—1968)
- Висоцький Сергій Васильович (1968—1991)
- Івко Олександр Єгорович (1991—1997)

Постановою Кабінету Міністрів України № 996 від 21.08. 1997 р. та Наказом Міністерства освіти України № 339 від 09.09.1997 р. на базі ліквідованих Крюківського машинобудівного та Кременчуцького автомеханічного технікумів був створений Кременчуцький технікум, як структурний підрозділ Кременчуцького державного політехнічного інституту, який очолював директор — Івко Олександр Єгорович (1997—2003).
З 2004 року по теперішній час директором технікуму була призначена Білик Поліна Андріївна.
На момент створення Кременчуцький технікум здійснював підготовку за шістьма спеціальностями: «Економіка підприємства», «Бухгалтерський облік», «Виробництво автомобілів і тракторів», «Зварювальне виробництво», «Ливарне виробництво чорних і кольорових металів», «Обробка матеріалів на верстатах і автоматичних лініях».
З 1998 по 2003 ріки були відкриті ще 5 престижних спеціальностей: «Банківська справа», «Обслуговування та ремонт автомобілів і двигунів», «Обслуговування комп'ютерних та інтелектуальних систем і мереж», «Обслуговування електропобутової техніки», «Правознавство».
Враховуючи потребу у фахівцях з ремонту і обслуговування обладнання хімічної промисловості підприємств Кременчуцького нафтопереробного заводу та Кременчуцького заводу технічного вуглецю у 2004 році була проліцензована спеціальність «Обслуговування та ремонт обладнання підприємств хімічної та нафтогазопереробної промисловості».
Представниками підприємств міста таких як Холдингова компанія «АвтоКрАЗ»; ВАТ «Крюківський  вагонобудівний завод»; ВАТ «Кредмаш»; ВАТ «Кременчуцький колісний завод»; ВАТ «Кременчуцький  сталеливарний  завод» звернулись до ректорату КДПУ з проханням розпочати на базі технікуму підготовку фахівців за освітньо-кваліфікаційним рівнем «бакалавр» за напрямом «Зварювання».
Наказом Міністерства освіти і науки України від 20 червня 2006 року № 468 Кременчуцький технікум Кременчуцького державного політехнічного університету був реорганізований у Кременчуцький коледж Кременчуцького державного політехнічного університету.
У 2007 році була проліцензована підготовка фахівців за напрямом «Зварювання».

## Відділення коледжу
До складу коледжу входять п'ять відділень, а саме:
- автомобільне відділення;
- економіки та права;
- машинобудівне;
- комп'ютерної та електропобутової техніки;
- зварювання та металургії.